# Aurelia Cataneo
Aurelia Cataneo (Napoli, 1864 – Milano, 27 dicembre 1891) è stata un soprano italiano.

## Biografia
Debuttò a Salerno nel 1881 in La traviata. Nel 1888 si esibì a Bologna, divenendo la prima donna italiana ad interpretare Isolde, e l'anno successivo la vediamo in Edgar al Teatro alla Scala. Si esibì in Spartaco di Antonio Ghislanzoni e nella stagione 1887-1888 la troviamo al Teatro Nacional de São Carlos a Lisbona.
La sua morte sopraggiunse nel 1891, all'apice della sua carriera, a causa di complicazioni da parto.